# Kepatihan (Jombang)
Kepatihan is een bestuurslaag in het regentschap Jombang van de provincie Oost-Java, Indonesië. Kepatihan telt 4509 inwoners (volkstelling 2010).